# TA-35
O TA-35 é um índice do mercado de ações calculado pela Bolsa de Valores de Tel Aviv que monitora o desempenho de 35 grandes empresas listadas nas bolsas de valores de Israel.
É considerado o principal índice de ações de Israel, um dos índices mais acompanhados no país, e funciona como um termômetro da economia israelense, de forma semelhante ao S&P 500 nos EUA; o Ibovespa no Brasil ou o Portuguese Stock Index em Portugal.
Ele foi lançado em janeiro de 1992, compreendendo 25 empresas e por isso denominado TA-25, com o valor base de 100 pontos.
Em 12 de fevereiro de 2017, foi expandido para incluir 35 em vez de 25 ações, em uma tentativa de de incentivar o investimento estrangeiro e de melhorar a sua estabilidade, reduzindo o risco para investidores que operam rastreadores de tendências.  

## Composição
O índice é composto pelos seguintes papéis:
| TA-35 Components | TA-35 Components                   | TA-35 Components | TA-35 Components |
| País             | Companhia                          | Código           | Setor            |
| ---------------- | ---------------------------------- | ---------------- | ---------------- |
| Israel           | Airport City Ltd                   | ARPT             | Imobiliário      |
| Israel           | Alony Hetz                         | ALHE             | Imobiliário      |
| Israel           | Amot Investments                   | AMOT             | Imobiliário      |
| Israel           | Ashtrom Group                      | ASHG             | Imobiliário      |
| Israel           | Azrieli Group                      | AZRG             | Imobiliário      |
| Israel           | Bezeq                              | BEZQ             | Telecomunicações |
| Israel           | Israel Discount Bank               | DSCT             | Financeiro       |
| Israel           | Elbit Systems                      | ESLT             | Telecomunicações |
| Israel           | Electra Group                      | ELTR             | Eletricidade     |
| Israel           | Energean                           | ENOG             | Óleo e Gás       |
| Israel           | Energix Renewable Energies         | ENRG             | Tecnologia       |
| Israel           | First International Bank of Israel | FIBI             | Financeiro       |
| Israel           | Harel Insurance                    | HARL             | Seguros          |
| Israel           | ICL Group Ltd.                     | ICL              | Químico          |
| Israel           | Bank Leumi                         | LUMI             | Financeiro       |
| USA              | LivePerson                         | LPSN             | Tecnologia       |
| Israel           | Maytronics                         | MTRN             | Tecnologia       |
| Israel           | Melisron                           | MLSR             | Imobiliário      |
| Israel           | Mivne Real Estate Ltd              | MVNE             | Imobiliário      |
| Israel           | Mizrahi-Tefahot Bank               | MZTF             | Financeiro       |
| Israel           | NICE Ltd.                          | NICE             | Tecnologia       |
| Israel           | Nova Measuring Instruments         | NVMI             | Tecnologia       |
| Israel           | OPC Energy Ltd                     | OPCE             | Óleo e Gás       |
| Israel           | OPKO Health                        | OPK              | Saúde            |
| Israel           | Ormat Technologies                 | ORA              | Serviços         |
| Israel           | Perrigo                            | PRGO             | Saúde            |
| Israel           | Phoenix Holdings Ltd.              | PHOE             | Seguros          |
| Israel           | Bank Hapoalim                      | POLI             | Financeiro       |
| Israel           | Sapiens International Corporation  | SPNS             | Tecnologia       |
| Israel           | Shapir Engineering Industry        | SPEN             | Construção       |
| Israel           | Shikun & Binui                     | SKBN             | Imobiliário      |
| Israel           | Shufersal                          | SAE              | Varejo           |
| Israel           | Strauss Group                      | STRS             | Alimentos        |
| Israel           | Teva Pharmaceutical Industries     | TEVA             | Saúde            |
| Israel           | Tower Semiconductor                | TSEM             | Tecnologia       |

## Valores e retornos históricos[4]
| Data              | Ano               | Pontos            | Rent. anual | CAGR 5 anos | CAGR 10 anos | CAGR 15 anos |
| ----------------- | ----------------- | ----------------- | ----------- | ----------- | ------------ | ------------ |
| 03/01/2000        |                   | 487,23            |             |             |              |              |
| 31/12/2000        | 2000              | 506,05            | 3,9%        |             |              |              |
| 31/12/2001        | 2001              | 459,26            | -9,2%       |             |              |              |
| 31/12/2002        | 2002              | 333,91            | -27,3%      |             |              |              |
| 31/12/2003        | 2003              | 504,15            | 51,0%       |             |              |              |
| 30/12/2004        | 2004              | 617,94            | 22,6%       | 4,9%        |              |              |
| 29/12/2005        | 2005              | 823,42            | 33,3%       | 10,2%       |              |              |
| 31/12/2006        | 2006              | 926,30            | 12,5%       | 15,1%       |              |              |
| 31/12/2007        | 2007              | 1217,07           | 31,4%       | 29,5%       |              |              |
| 31/12/2008        | 2008              | 654,85            | -46,2%      | 5,4%        |              |              |
| 31/12/2009        | 2009              | 1145,06           | 74,9%       | 13,1%       | 8,9%         |              |
| 30/12/2010        | 2010              | 1326,44           | 15,8%       | 10,0%       | 10,1%        |              |
| 29/12/2011        | 2011              | 1085,59           | -18,2%      | 3,2%        | 9,0%         |              |
| 31/12/2012        | 2012              | 1185,60           | 9,2%        | -0,5%       | 13,5%        |              |
| 31/12/2013        | 2013              | 1329,39           | 12,1%       | 15,2%       | 10,2%        |              |
| 31/12/2014        | 2014              | 1464,99           | 10,2%       | 5,1%        | 9,0%         | 7,6%         |
| 31/12/2015        | 2015              | 1528,74           | 4,4%        | 2,9%        | 6,4%         | 7,6%         |
| 29/12/2016        | 2016              | 1470,78           | -3,8%       | 6,3%        | 4,7%         | 8,1%         |
| 31/12/2017        | 2017              | 1509,78           | 2,7%        | 5,0%        | 2,2%         | 10,6%        |
| 31/12/2018        | 2018              | 1463,87           | -3,0%       | 1,9%        | 8,4%         | 7,4%         |
| 31/12/2019        | 2019              | 1683,29           | 14,9%       | 2,8%        | 3,9%         | 6,9%         |
| 31/12/2020        | 2020              | 1499,05           | -10.9%      | -0.4%       | 1,2%         | 4,1%         |
| 30/12/2021        | 2021              | 1978,06           | 31,9%       | 6,1%        | 6,2%         | 5,2%         |
| CAGR              | CAGR              | CAGR              | 6,9%        |             |              |              |
| Retorno Acumulado | Retorno Acumulado | Retorno Acumulado | 306%        |             |              |              |